# Ковальчук Федір Сергійович
 Ковальчук Федір Сергійович (нар. 18 лютого 1911 — 8 грудня 1998) — повний кавалер ордена Слави.

## Біографія
Народився 18 лютого  1911 в селі Ситківці  Липовецького повіту  Київської губернії  Російської імперії (нині — смт Ситківці Немирівський район Вінницької області), в сім'ї робітника. Закінчив 3 класи. Працював столяром в колгоспі, потім на Ситковецькому цукровому заводі.
У РСЧА з вересня  1939, учасник вторгнення СРСР до Польщі у 1939 році i радянсько-фінської війни 1939—1940 років.
На фронтах німецько-радянської війни з 26 липня 1941 року (призваний Ситковецьким РВК Вінницької області).
Командир 76-мм гармати 396-го стрілецького полку (135-та стрілецька дивізія, 60-а армія, 1-й Український фронт) сержант Ковальчук з підлеглими 11-24 квітня 1944 року в районі сіл Городище, Денисов і Купчинці при відображенні ворожих атак точним вогнем завдав противнику великих втрат у живій силі. Коли до позицій прорвалися 3 танка, Ковальчук зайняв місце навідника та змусив їх повернути назад. Нагороджений орденом Слави  3 ступеня (нагородний лист від 25.4.1944).
У складі 396-го стрілецького полку (135-та стрілецька дивізія 21-а армія, Ленінградський фронт) сержант командир 76-мм гармати Ковальчук в боях з 14 по 17 липня 1944 північний схід озера Іханталан-Ярви разом зі своїми артилеристами придушив 12 вогневих точок і розсіяв окоп двох взводів ворожої піхоти (нагородний лист від 24.7.1944 орденом Слави 2 ступеня).
Старший сержант Ковальчук 396-го стрілецького полку (135-та стрілецька дивізія, 1-й Український фронт) при розширення плацдарму в бою на лівому березі річки Одер у населеному пункту Гутлібен з розрахунком вивів з ладу ворожу батарею, 3 кулемета, 2 автомашини. Будучи контужений, але залишився в строю і продовжував вести вогонь по противнику. Нагороджений орденом Слави (нагородний лист від 18.2.1945).
Також був нагороджений двома орденами Вітчизняної війни 1 ступеня (17.05.1945 і 06.04.1985). 
Після демобілізації в листопаді 1945 року повернувся на батьківщину, працював столяром. Помер 8 грудня 1998 року.